# Vattenpolo vid olympiska sommarspelen 1900
Vid olympiska sommarspelen 1900 avgjordes en turnering i vattenpolo. Turneringen hölls mellan 11 och 12 augusti 1900 i Seine. Antalet deltagare var 58 tävlande från 4 länder.

## Medaljfördelning
| Medaljfördelning |                |      |        |       |        |
| Placering        | Nation         | Guld | Silver | Brons | Totalt |
| 1                | Storbritannien | 1    | 0      | 0     | 1      |
| 2                | Belgien        | 0    | 1      | 0     | 1      |
| 3                | Frankrike      | 0    | 0      | 2     | 2      |

## Medaljörer

### Herrar
| Gren       | Guld | Silver | Brons |
| Vattenpolo | Storbritannien · Osborne Swimming Club · Thomas Coe · John Henry Derbyshire · Peter Kemp · William Lister · Arthur G. Robertson · Eric Robinson · George Wilkinson | Belgien · Brussels Swimming and Water Polo Club · Jean de Backer · Victor de Behr · Henri Cohen · Fernand Feyaerts · Oscar Grégoire · Albert Michant · Victor Sonnemans | Frankrike · Libellule de Paris · Thomas Burgess · Jules Clévenot · Alphonse Decuyper · Louis Laufray · Henri Peslier · Pesloy · Paul Vasseur Frankrike · Pupilles de Neptune de Lille #2 · Eugène Coulon · Fardelle · Favier · Leriche · Louis Martin · Désiré Mérchez · Charles Treffel |

## Turneringen
|  | Kvartsfinaler                         | Kvartsfinaler                         |                                       |    | Semifinaler | Semifinaler |  |  | Final | Final |
|  |                                       |                                       |                                       |    |             |             |  |  |       |       |
|  | 11 augusti                            |                                       |                                       |    |             |             |  |  |       |       |
|  |                                       |                                       |                                       |    |             |             |  |  |       |       |
|  | Osborne Swimming Club                 | 12                                    |                                       |    |             |             |  |  |       |       |
|  | Osborne Swimming Club                 | 12                                    | 12 augusti                            |    |             |             |  |  |       |       |
|  | Tritons Lillois                       | 0                                     |                                       |    |             |             |  |  |       |       |
|  | Tritons Lillois                       | 0                                     | Osborne Swimming Club                 | 10 |             |             |  |  |       |       |
|  | 11 augusti                            |                                       | Osborne Swimming Club                 | 10 |             |             |  |  |       |       |
|  |                                       | Pupilles de Neptune de Lille #2       | 1                                     |    |             |             |  |  |       |       |
|  | Pupilles de Neptune de Lille #2       | Pupilles de Neptune de Lille #2       | 1                                     | 3  |             |             |  |  |       |       |
|  | Pupilles de Neptune de Lille #2       |                                       | 12 augusti                            | 3  |             |             |  |  |       |       |
|  | Berliner Swimming Club                | 2                                     |                                       |    |             |             |  |  |       |       |
|  | Berliner Swimming Club                | 2                                     | Osborne Swimming Club                 | 7  |             |             |  |  |       |       |
|  | 11 augusti                            |                                       | Osborne Swimming Club                 | 7  |             |             |  |  |       |       |
|  |                                       | Brussels Swimming and Water Polo Club | 2                                     |    |             |             |  |  |       |       |
|  | Brussels Swimming and Water Polo Club | Brussels Swimming and Water Polo Club | 2                                     | 2  |             |             |  |  |       |       |
|  | Brussels Swimming and Water Polo Club | 12 augusti                            |                                       | 2  |             |             |  |  |       |       |
|  | Pupilles de Neptune de Lille #1       | 0                                     |                                       |    |             |             |  |  |       |       |
|  | Pupilles de Neptune de Lille #1       | 0                                     | Brussels Swimming and Water Polo Club | 5  |             |             |  |  |       |       |
|  | 11 augusti                            |                                       | Brussels Swimming and Water Polo Club | 5  |             |             |  |  |       |       |
|  |                                       | Libellule de Paris                    | 1                                     |    |             |             |  |  |       |       |
|  | Libellule de Paris                    | Libellule de Paris                    | 1                                     | -  |             |             |  |  |       |       |
|  | Libellule de Paris                    |                                       |                                       | -  |             |             |  |  |       |       |
|  | Ingen                                 | -                                     |                                       |    |             |             |  |  |       |       |
|  | Ingen                                 | -                                     |                                       |    |             |             |  |  |       |       |

## Deltagande nationer
Totalt deltog 49 vattenpolospelare från 4 länder vid de olympiska spelen 1900 i Paris.
|                                                                    |  |  |
| - Belgien (7) - Frankrike (28) - Storbritannien (7) - Tyskland (7) |  |  |